# Deval Patrick
Deval Laurdine Patrick (Chicago, Illinois, 31 de julio de 1956) es un político estadounidense y gobernador del estado de Massachusetts entre 2007 y 2015. 
El 7 de noviembre del 2006 Patrick se convirtió en la primera persona de raza negra elegida para el cargo de gobernador de Massachusetts y en el segundo gobernador de dicha raza en toda la historia del país; asimismo fue también el primero tras el período de reconstrucción posterior a la guerra civil estadounidense. Ganó con un 56% del voto, con 20 puntos de ventaja sobre su rival directo, Kerry Healy. Tomó posesión de su cargo en enero de 2007. Está casado con Diane Patrick y tiene dos hijas, Sarah y Katherine. Pertenece al Partido Demócrata